# Кршете
Кршете (хорв. Kršete) — населений пункт у Хорватії, в Істрійській жупанії у складі міста Бує.

## Населення
Населення за даними перепису 2011 року становило 127 осіб.
Динаміка чисельності населення поселення:

## Клімат
Середня річна температура становить 13,57 °C, середня максимальна – 27,29 °C, а середня мінімальна – -0,95 °C. Середня річна кількість опадів – 961 мм.
| Клімат поселення                              | Клімат поселення | Клімат поселення | Клімат поселення | Клімат поселення | Клімат поселення | Клімат поселення | Клімат поселення | Клімат поселення | Клімат поселення | Клімат поселення | Клімат поселення | Клімат поселення | Клімат поселення |
| Показник                                      | Січ.             | Лют.             | Бер.             | Квіт.            | Трав.            | Черв.            | Лип.             | Серп.            | Вер.             | Жовт.            | Лист.            | Груд.            |                  |
| Середній максимум, °C                         | 9,76             | 10,76            | 14,08            | 17,42            | 22,70            | 26,34            | 27,29            | 27,22            | 22,63            | 17,86            | 12,71            | 9,18             |                  |
| Середня температура, °C                       | 4,41             | 5,40             | 8,72             | 12,05            | 17,33            | 20,98            | 23,47            | 23,39            | 18,80            | 14,04            | 8,88             | 5,36             |                  |
| Середній мінімум, °C                          | −0,95            | 0,04             | 3,36             | 6,69             | 11,99            | 15,61            | 19,64            | 19,57            | 14,96            | 10,21            | 5,07             | 1,54             |                  |
| Норма опадів, мм                              | 65               | 53               | 66               | 76               | 76               | 88               | 59               | 85               | 100              | 109              | 102              | 82               |                  |
| Середньомісячна швидкість вітру, м/с          | 2.04             | 2.29             | 2.39             | 2.41             | 2.20             | 2.10             | 2.10             | 2.04             | 2.06             | 2.26             | 2.27             | 2.16             |                  |
| Середньомісячна сонячна радіація, кДж/м²·день | 4399             | 7399             | 10711            | 15230            | 19349            | 21166            | 22078            | 18821            | 13976            | 8962             | 4883             | 3740             |                  |
| --------------------------------------------- | ---------------- | ---------------- | ---------------- | ---------------- | ---------------- | ---------------- | ---------------- | ---------------- | ---------------- | ---------------- | ---------------- | ---------------- | ---------------- |
| Джерело:                                      |                  |                  |                  |                  |                  |                  |                  |                  |                  |                  |                  |                  |                  |